# Damir Ibrić
Damir Ibrić Yüksel (* 30. März 1984 in İzmit, Türkei) ist ein ehemaliger bosnisch-herzegowinischer Fußballspieler. Er besitzt neben der bosnischen auch die türkische Staatsbürgerschaft.

## Karriere

### Verein
Damir Ibrić begann mit dem Vereinsfußball in der Jugend von Le Havre AC. Von hier aus wechselte er ins Profi-Team des Gençlerbirliği Ankara. Er war Kapitän von Kocaelispor.
Zur Spielzeit 2012/13 wechselte er nach Rumänien zum Liga-1-Verein Concordia Chiajna. Ab April 2013 spielte er für T-Team FC in der Malaysia Super League. 2015 wechselte er zum FK Mladost Velika Obarska. Im Sommer 2015 wurde sein Vertrag nicht verlängert. Er war ein halbes Jahr ohne Verein, ehe er Anfang 2016 beim FK Lovćen Cetinje in Montenegro anheuerte. Von August bis Oktober 2016 spielte er für B68 Toftir auf den Färöern.

### Nationalmannschaft
Ibrić absolvierte zwei Länderspiele für die bosnisch-herzegowinische U-21-Nationalmannschaft.